# Aloe ramosissima
Aloe ramosissima ist eine Pflanzenart der Gattung der Aloen in der Unterfamilie der Affodillgewächse (Asphodeloideae). Das Artepitheton ramosissima leitet sich vom Superlativ des  lateinischen Wortes ramosus für ‚verzweigt‘ ab.

## Beschreibung

### Vegetative Merkmale
Aloe ramosissima wächst stammbildend und verzweigt von der Basis und darüber reich. Die Verzweigungen sind dichotom. Der aufrechte oder aufsteigende Stamm ist bis zu 3 Meter lang und 8 Zentimeter breit. Kleine Triebe weisen Durchmesser von bis zu 2 Zentimeter auf. Sie sind mit einem wachsigen, grauen Pulver bedeckt. Die zehn bis 14 lanzettlich-linealischen Laubblätter bilden dichte Rosetten. Die glauk-grüne Blattspreite ist 15 bis 20 Zentimeter lang und 2,2 Zentimeter breit. Der sehr schmale, hellgelbe Blattrand ist etwas knorpelig. Die hellbräunlichen Zähne am Blattrand sind etwa 1 Millimeter lang und stehen 1 bis 4 Millimeter voneinander entfernt.

### Blütenstände und Blüten
Der Blütenstand besteht aus ein bis zwei Zweigen und erreicht eine Länge von 15 bis 20 Zentimeter. Die ziemlich dichten, zylindrischen Trauben sind 12 bis 15 Zentimeter lang. Die deltoid spitz zulaufenden, weißen Brakteen weisen eine Länge von 4 bis 5 Millimeter auf und sind 3 Millimeter breit. Die etwas bauchigen, grünlich gelben bis kanariengelben Blüten stehen an 8 Millimeter langen Blütenstielen. Sie sind 35 Millimeter lang und an ihrer Basis gerundet. Oberhalb des Fruchtknotens sind die Blüten bis etwa zur Mitte hin leicht erweitert und dann zu ihrer Mündung hin verengt. Ihre Perigonblätter sind auf einer Länge von 25 Millimetern nicht miteinander verwachsen. Die Staubblätter und der Griffel ragen 12 Millimeter aus der Blüte heraus. Sie sind gelblich bis rötlich orange.

### Genetik
Die Chromosomenzahl beträgt {\displaystyle 2n=14}.

## Systematik, Verbreitung und Gefährdung
Aloe ramosissima ist in der südafrikanischen Provinz Nordkap im Richtersveld auf heißen, trocknen Berghängen verbreitet. Das Verbreitungsgebiet erstreckt sich knapp bis nach Namibia.
Die Erstbeschreibung durch Neville Stuart Pillans wurde 1937 veröffentlicht. Nomenklatorische Synonyme sind Aloe dichotoma var. ramosissima (Pillans) Glen & D.S.Hardy (2000), Aloe dichotoma subsp. ramosissima (Pillans) Zonn. (2002) und Aloidendron ramosissimum (Pillans) Klopper & Gideon F.Sm. (2013).
Aloe ramosissima wird in der Roten Liste gefährdeter Arten der IUCN als „Vulnerable (VU)“, d. h. gefährdet eingestuft.

## Nachweise